# Piet IJssels
Piet IJssels (9 augustus 1945) was sinds 16 april 1991 burgemeester van Gorinchem en droeg op 1 april 2013 zijn functie over aan Anton Barske.
Hij is lid van de PvdA. Zijn politieke carrière begon in 1970 als raadslid in Alkmaar waar hij van 1975 tot 1991 ook wethouder was. IJssels had in 2012 aangegeven per 1 april 2013 zijn functie neer te leggen.